# Quechua ancashino
El quechua ancashino o quechua ancash-huánuco es una lengua quechua de la sierra norcentral del Perú, conformada como un conjunto de dialectos hablado en gran parte del departamento de Áncash  y en la parte noroccidental de Huánuco por aproximadamente un millón de usuarios. Las distintas variedades de este conjunto comparten una gramática muy similar, hallando sus principales diferencias en la fonología y algunas frases idiomáticas; por ello, son mutuamente inteligibles.

## Clasificación
Las variedades del quechua ancashino pertenecen a la rama Quechua I de la familia de lenguas homónima. Pertenecen a un continuo dialectal extendido en la Sierra central peruana desde Áncash por el norte hasta las provincias de Castrovirreyna y Yauyos al sur.
Algunas variedades limítrofes de este continuo comparten parcialmente características morfológicas que distinguen al grupo ancashino de los demás quechuas centrales, por lo que es difícil establecer un límite discreto.  Entre estas variedades próximas están los quechuas de Bolognesi, Ocros y Cajatambo y el de la región del Alto Marañón en el departamento de Huánuco.

## Difusión
El quechua ancashino es hablado en gran parte del departamento de Ancash -la sierra, principalmente- y de las provincias huanuqueñas de Marañón, Huacaybamba y Huamalíes, aunque muchas de sus isoglosas incluyen a otras variedades de Huánuco, el sur de Ancash y de la provincia de Cajatambo.
Actualmente, la constitución peruana estipula que el quechua, como otras lenguas nacionales, es «oficial en las zonas donde predomine» junto al español.

## Fonología
El sistema vocálico nativo del quechua ancashino sigue un esquema común a los quechuas centrales.  Cuenta con tres fonemas vocálicos cortos y tres largos, los cuales se distinguen por su articulación como (1) baja, representada como /a/, (2) alta no redondeada /i/ y (3) redondeada /u/.  Las dos vocales abiertas poseen distintas realizaciones, como  casi abierta [ɐ] la corta y como totalmente abierta [äː] la alargada.  Las vocales altas, por su parte, suelen variar entre [i~ɪ] y [u~ʊ].  Las vocales presentan una alofonía notable cuando se presentan en vecindad a la consonante uvular /q/.  Por una parte, las vocales bajas se retraen hacia la posterior [ɑ]; mientras que las vocales altas se realizan más abiertas en su vecindad, como [e~e̞] y [o~o̞] respectivamente, variando el grado de apertura de la posición de la sílaba y de la presencia de consonantes sonoras, como nasales y vibrantes que reducen la apertura. También en presencia de la uvular,
En la variedad de Huaylas, hablada al oeste de la Cordillera Blanca, así como en algunas zonas vecinas, ocurre un fenómeno conocido como monotongación; es decir, ciertos diptongos se convierten en vocales únicas alargadas. En esta misma región, algunos de estos fonos pueden aparecer por el alargamiento vocálico.  En el caso del sufijo locativo -ćhaw y del comparativo -naw, estos se monoptongan en todo el ámbito del quechua ancashino.
|   | Segmento | Monoptongación                 | Ejemplo  | Ejemplo  | Traducción         |
| ɐ | /aj/     | [eː]                           | /ajwaj/  | [eːweː]  | ir                 |
| ɐ | /aw/     | [oː]                           | /jaw/    | [joː]    | hey                |
| ɪ | /ij/     | [iː] *(en todos los dialectos) | /purij/  | [pʊɾiː]  | andar              |
| ɪ | /ɪː/     | [eː]                           | /pʊriː/  | [pʊɾeː]  | [yo] camino        |
| ʊ | /ʊj/     | [iː]                           | /tiːpʊj/ | [tiːpiː] | latir –el corazón– |
| ʊ | /ʊː/     | [oː]                           | /ʊɾkʊː/  | [ʊɾkoː]  | mi frente          |

En cuanto a las consonantes, se presenta una importante diversidad entre variedades. El ancashino cuenta con tres nasales /m, n, ɲ/, cuatro oclusivas /p, t, k, q/, dos africadas de valor variable, tres fricativas /s, ʃ, h/, dos aproximantes /j, w/ y tres líquidas /ʎ, ɾ, l/.  La uvular /q/ se pronuncia oclusiva sólo en el Callejón de Huaylas, siendo fricativa en las demás provincias: sorda [χ] en Corongo para todas las posiciones, mientras que en los Conchucos es sonora [ʁ] en posición inicial y sorda en coda.  La nasal alveolar /n/ posee tres alófonos, a saber: la velar [ŋ], en coda silábica y cuando antecede a la velar /k/, la uvular [ɴ] cuando antecede a /q/, y la bilabial [m] delante de /p/.  La vibrante /ɾ/ te torna en sibilante retrofleja [ʐ] en inicio de palabra.  Las oclusivas sonoras bilabial /b/, dental /d/ y velar /g/, así como las fricativas bilabial sorda /ɸ/ y retrofleja sorda /ʐ/, se usan como fonemas distintos solo en préstamos del español.
|             | Bilabial | Bilabial | Alveolar | Alveolar | Postalveolar | Postalveolar | Retrofleja | Retrofleja | Palatal | Palatal | Velar | Velar | Uvular | Uvular | Glotal | Glotal |
| ----------- | -------- | -------- | -------- | -------- | ------------ | ------------ | ---------- | ---------- | ------- | ------- | ----- | ----- | ------ | ------ | ------ | ------ |
| Nasal       |          | m        |          | n        |              |              |            |            |         | ɲ       |       |       |        |        |        |        |
| Oclusiva    | p        | (b)      | t        | (d)      |              |              |            |            |         |         | k     | (g)   | q~χ~ʁ  | q~χ~ʁ  |        |        |
| Continuante | (ɸ~f)    |          | s        |          | ʃ            |              |            | (ʐ)        |         | j       |       | w     | q~χ~ʁ  | q~χ~ʁ  | h      |        |
| Africada    |          |          | t͡s*      |          | t͡ʃ*          |              | ʈ͡ʂ*        |            |         |         |       |       |        |        |        |        |
| Lateral     |          |          |          | l        |              |              |            |            |         | ʎ       |       |       |        |        |        |        |
| Vibrante    |          |          |          | ɾ        |              |              |            |            |         |         |       |       |        |        |        |        |

En todas las variedades del quechua ancashino se cuentan con dos africadas sordas, pero solo en el área de Sihuas mantienen sus valores originales de posalveolar /ʧ/ y retrofleja /ʈʂ/.  En Corongo, el posalveolar /ʧ/ original es hoy alveolar /ts/, y en todas las demás provincias, la retrofleja además se ha hecho postalveolar /ts/.  En Huamalíes, este último fonema se halla desafricado como la sibilante alveolar /s/. 
El protofonema */s/ prevocálico, por otro lado, ha sido por lo común aspirado (pronunciado como [h]) salvo excepciones nuevamente al norte (Sihuas y Conchucos). En Huaylas y sus cercanías llega incluso a desaparecer en determinadas posiciones intervocálicas.  Por ejemplo, */wa.si/ → [wɐ.hɪ] → [wɐ.ɪ].  En Huaylas y el sur de Conchucos */ɲ/ se efectúa despalatizada, mientras que en Huamalíes se despalatiza además */ʎ/.

### Fonotáctica
Las sílabas del quechua tienen por núcleo una única vocal monoptonga.  Por regla general, aceptan una consonante en posición de ataque (principio de sílaba), así mismo en la coda  (fin de sílaba) cuando la vocal es corta.  No obstante, en los préstamos más recientes del castellano se pueden aceptar hasta dos consonantes en ataque, especialmente con consonantes líquidas;  por ejemplo, /tɾa.ba.ha-/.  Torero y Parker denominaron como  sílabas cortas aquellas que contienen una vocal corta no trabada y como sílabas largas las que tengan una vocal larga o concluyan con una consonante.
Las sílabas con vocales alargadas no pueden terminar con una consonante; es así que cuando ocurren secuencias fonémicas del tipo /V:-C/ se resuelven acortando la vocal.  Por ejemplo, /miku-jkaː-n/ → /mi.kuj.kan/ (está comiendo).  Se excluye también la ocurrencia de hiatos salvo en los casos donde /h/ se presenta muda en posición intervocálica.

### Prosodia
La acentuación no es un elemento de distinción semántica; no obstante, el ancashino, como todos los quechuas centrales, presenta un sistema prosódico complejos y poco estudiado.  El  acento léxico suele estar determinado por la composición fonemática de las sílabas.  Torero describió para la variedad del Callejón de Huaylas que el acento solía recaer el penúltima sílaba cuando la palabra carecía de una sílaba larga en posición no final. Estas mismas sílabas largas atraerían la acentuación. Por otra parte, para Parker la norma en la mayor parte de Áncash es que la sílaba más intensa sea la penúltima sílaba, presentándose un sistema más complejo en el Callejón de Huaylas. En esta región, la posición de las palabras respecto de la pausa o final de cláusula jugaba un rol importante. Así, el hablante acentúa regularmente las palabras en la primera sílaba de cada palabra salvo la final de cláusula; esta se acentúa en la sílaba larga no final.
Las interjecciones reciben la acentuación y una elevación ligera del tono de voz en sus sílabas finales. Los alargamientos vocálicos en final de palabra también atraen el acento.
/piqa-:/ [pe'qa:].

## Escritura
El primer inventario de letras para el ancashino deriva del Alfabeto Básico General del Quechua establecido en 1975 por el Ministerio de Educación mediante Resolución Ministerial N.º 4023-75-ED.  Este constaba de un alfabeto latino cual estableció un patrón extra para representar la africada alveolar como ⟨ts⟩, la retrofleja como ⟨tr⟩ y las vocales largas como dobles, heredando del español las grafías ⟨ñ⟩ para la nasal palatal y el dígrafo ⟨ch⟩ para la africada palatal. Posteriormente, en 1985, se modificó la norma sólo para reducir a tres los signos vocálicos, eliminando para el ancashino las representaciones ⟨e⟩, ⟨ee⟩, ⟨o⟩, ⟨oo⟩ de su escritura.
En junio de 2014, un Evento Nacional convocado por el ministerio, se discutió la implementación del alfabeto quechua, resultando con el acuerdo conformar alfabetos separados para grupos dialectales de la familia quechuas, constando como novedad para los quechuas centrales la grafía ⟨ćh⟩ para la africada retrofleja en vez de ⟨tr⟩.  No obstante estos avances, se mantiene el estado de diglosia literaria entre las provincias que hacen distinto uso consonantes africadas.
| Letras               | A   | AA   | CH   | H   | I   | II   | K   | L   | LL  | M   | N   | Ñ   | P   | Q   | R   | S   | SH  | T   | TS   | U   | UU   | W   | Y   |
| Valor fonémico (AFI) | /a/ | /aː/ | /t͡ʃ/ | /h/ | /i/ | /iː/ | /k/ | /l/ | /ʎ/ | /m/ | /n/ | /ɲ/ | /p/ | /q/ | /ɾ/ | /s/ | /ʃ/ | /t/ | /t͡s/ | /u/ | /uː/ | /w/ | /j/ |

Para algunos préstamos del español, se hacen uso de un grupo de consonantes particular. Ejemplo ''burriku chinchuu'' una variedad de chincho (Tagetes).
| Letras               | B   | D   | F   | G   | RR  |
| Valor fonémico (AFI) | /b/ | /d/ | /ɸ/ | /g/ | /ʐ/ |

## Variedades dialectales
El quechua ancashino se divide en dos grandes variedades dialectales: El quechua de Huaylas y el quechua de Conchucos se distinguen por la fonética, y por el uso de palabras diferentes.

## Gramática
Como todos los quechua, es una lengua aglutinante, es decir, que forma palabras mediante la adición de varios afijos a sus raíces. En este caso específico, se usan exclusivamente sufijos ya sean flexivos o derivativos, habiendo muy pocos lexemas que no admiten sufijos como interjecciones o fáticas, como yaw ('¡oye!', 'hola') y las expresivas, como alalaw ("¡qué frío!"), atataw ("¡qué feo!"), ananaw (¡qué cansancio!), etcétera. Además, es del tipo SOV (Sujeto Objeto Verbo).

### Morfología
Las raíces nominales del quechua admiten sufijos flexivos de número, persona y caso. Por ejemplo, con la raíz haka ("cuy"):
hakakuna: cuyes (número)
hakayki: tu cuy (persona)
hakawan: con cuy (caso)
qampa hakaykikunawan: con tus cuyes.
Las raíces verbales admiten amalgamas de número y persona, sufijos de tiempo, de subordinación, de condicionalidad y de imperatividad. Por ejemplo, con la raíz miku- ("comer"):
mikuy: comer o come (infinitivo o imperativo segunda persona)
mikunki: tú comes (número y persona)
mikurqayki: tú comiste (tiempo pasado)
mikuptiyki: si comes... (condicionalidad)
El quechua posee una gran cantidad de sufijos derivativos. El cambio de categoría gramatical ocurre en dos sentidos contrarios: la nominalización y la verbalización.
- qillay (plata) → qillayyuq ("el que posee plata", platudo).
- yaku (agua) → yakuna(y)- ("tener sed", verbalización)
- puri- (caminar) → puriq, más usual purikuq ("caminante", errante: nominalización)
- kuti- (volver) → kutichi ("regresador casi maniático")
- kuka (coca) → kukakamuy- ("ir a comprar coca", verbalización)
- Allqunnaqpis allim kawakullaa imaypis kikillaanapis: 'aunque ya solito, vivo siempre bien hasta sin perro'.

El uso de determinados sufijos puede determinar la afectividad de la expresión.
- Piwan aywan?  ¿Con quién va?
- Piwanraq aywan? " ¿Con quién puede ir?" (inquieto).
- Pillawanraq aywan?; Piwanraq aywallan?  "Por favor, ¿con quién va?" (muy inquieto).

Los sufijos verbales -ykU y -llaa pueden añadir un sentido de deferencia.  En las siguientes frases del modo imperativo, "siéntese" tiene distintas connotaciones:
- hamay, orden directa (Siéntate).
- hamaykuy, o hamaykamuy, invitación.
- hamaykullay, o hamaykallaamuy, invitación afectuosa ("siéntate, por favor").

### Frase sustantiva
La frase sustantiva en el quechua ancahsino tiene dos estructuras fijas, donde sus diversos componentes pueden ser omitidas dependiendo el contexto: La primera consta exclusivamente de un pronombre y la segunda de varios componentes con un nombre o sustantivo como núcleo.
| nuqa      | yo                    |
| qam       | tú                    |
| pay       | él, ella,             |
| nuqantsik | nosotros (as) (incl.) |
| nuqakuna  | nosotros (as) (excl.) |
| qamkuna   | ustedes               |
| paykuna   | ellos (as)            |

| 8 | nombre (núcleo)                                |
| 7 | nombre(s) (atributivo(s))                      |
| 6 | adjetivo(s)                                    |
| 5 | preadjetivo {aysi, allaapa, llumpay, mas, may} |
| 4 | negación {mana}                                |
| 3 | frase numeral                                  |
| 2 | cuantificador {llapan, atska(q), chipya (t)}   |
| 1 | pronombre demostrativo                         |

### Enclíticos
La actitud o la certeza del hablante respecto a la información dada se expresa por medio de los sufijos enclíticos ( = tsuyapaq qipapa), afijos que modifican virtualmente cualquier palabra. Por ejemplo, con yaykurqan (él/ella entró):
- yaykurqanmi (sabido personalmente)
- yaykurqanshi (conocido por otros)
- yaykurqannaachi (conjetura débil)
- yaykurqanchaa (conjetura fuerte)
- yaykurqantsu (negación)
- yaykurqanku ( indagación, interrogación)

### Sintaxis
Sintaxis en quechua = shimipatsatsiq.
El quechua es una lengua SOV
Mitsiqkunaqa waynutam takiykaayan = Los pastores están cantando huaino.
Como suele ocurrir en este tipo de lenguas, una palabra suele hacerse adjetivo al anteponerse a un sustantivo o adverbio al hacerlo ante un verbo
- wawa 'bebé' + wayi 'casa' → wawa wayi 'casa de bebes, guardería'
- chunka (diez) + llama 'llama' → chunka llama 'diez llamas'
- mana (no) + munaa '[yo] quiero'
- manam munaatsu  'no quiero'
- Washku kanku (¿hay trago?): 1. Manam kantsu 2. kantaqku ("no hay") 3. kantaaku ("no hay" -en región trasandina-)

Cuando se conectan dos sustantivos, el primero actúa como 'calificador' y el segundo como 'núcleo fraseal'. En el caso de adjetivo y sustantivo, el adjetivo siempre va a la izquierda.
- Aswa puyñu: cántaro para chicha; ñumya puyñu: cántaro donde se guarda ñumya ( variedad de frejol).Ichik puyñu: cántaro pequeño.
- Huk puyñu aswa: un cántaro de chicha; mulli aswa: chicha de molle. Yuraq aswa: chicha blanca.Puyñu aswa: chicha de (en) cántaro. Aluniira aswa: chicha de la galonera.[7][8]

Por otro lado, el sufijo -qa (tópico) marca sea el sujeto o el objeto según el contexto.Cuando sufija a un sustantivo-raíz, se puede traducir usando los artículos: el, la, los, las.
Yayaaqa akshutam mikurqan. (Mi papá comió papa; resalta la acción del sujeto). Respondería a ¿qué comió tu padre?
Yayaami akshutaqa mikurqan. (Mi padre comió la papa; destaca el objeto, el actor no fue otro que el padre). Contestaría a ¿quién comió la papá?
Chiiqusqa waqaykachan. ( El sapito está que croa). Kuchikunaqa allaapa mikun ( los chanchos comen mucho)
No hay voz pasiva, según Gary Parker, quien sugiere una "voz semipasiva"

### Implicitud del verbo ser
Kay: ser, haber, existir, como verbo sustantivo.Pero hay expresiones que no conllevan ninguna desinencia del verbo kay( ser, to be, etre) pero son auténticas oraciones gramaticales que implicitan dicho verbo.Para lo cual alguna vez se usa la posposición -m o -mi.
1. Nuqallaa, soy yo, heme aquí.
2. ¿Paytsuraq?, ¿será él?; paynaachi, pienso que es él, puede ser él.[11]
3. Paytash, dice que a él; manam paytatsu, no es a él.
4. ¿Pitan?, ¿quién es?; nuqam, 'soy yo' o bien nuqachaa, 'pues soy yo'.
5. ¿Allqupaqku?, ¿es para el perro?; allqupaqmi, sí es para el perro.
6. Nuqam ( nuqallaami [tono respetuoso al contestar], soy yo, fui yo; qammi, eres tú, tú fuiste (el tiempo, según el contexto).
7. Kaychi Limaq!, ¿esto es Lima!, pregunta y sorpresa.
8. Imatan?, allqum ( ¿qué es?, es perro)
9. Yamayllaku?, yamayllam (¿estás bien?, pues estoy bien)

## Obras de estudio y consulta
- Gramática quechua Ancash- Huailas por Gary J. Parker
- Diccionario quechua Ancash Huailas por Gary J. Parker y Amancio Chávez.
- Diccionario Quechua ancashino- Castellano por Francisco Carranza Romero Iberoamericana- Vervuert Maguncia (2003)
- Quechua básico de Áncash por Eliseo Alvarado y Martín Quiroz
- Glosario de Quechua de Huarás, en español e inglés de Menandra Mosquera
- Yachakunapa Shimi Qullqa Anqash Qichwa Shimichaw por Leonel Alexander Menacho López Ministerio de Educación Lima (2005)
- Diccionario de Matemática Quechua Castellano Inglés por Elmer Félix Neyra Valverde Lima (2015) ISBN 978-612-4201-48-6